# Gnamptogenys wheeleri
Gnamptogenys wheeleri é uma espécie de formiga do gênero Gnamptogenys.